# Матраєвська сільська рада
Матра́євська сільська рада (рос. Матраевский сельский совет) — муніципальне утворення у складі Зілаїрського району Башкортостану, Росія. Адміністративний центр — село Матраєво.

## Населення
Населення — 1344 особи (2019, 1581 в 2010, 1742 в 2002).

## Склад
До складу поселення входять такі населені пункти:
| Населений пункт           | Населення, осіб (2002) | Населення, осіб (2010) |
| ------------------------- | ---------------------- | ---------------------- |
| Балапан, присілок         | 118                    | 119                    |
| Верхньосалімово, присілок | 187                    | 174                    |
| Камиш-Узяк, присілок      | 16                     | 3                      |
| Матраєво, присілок        | 967                    | 940                    |
| Староякупово, присілок    | 80                     | 50                     |
| Суртан-Узяк, присілок     | 90                     | 59                     |
| Япарсаз, присілок         | 284                    | 236                    |